# Linda Gilbert Saucier
Linda Phillips Gilbert Saucier (1948) é uma matemática estadunidense, professora emérita de matemática e ciência da computação na University of South Carolina Upstate.

## Formação e carreira
Filha de Rudd George Phillips, um especialista em educação da Força Aérea dos Estados Unidos. Cresceu em Gulfport, Mississippi, e obteve os graus de B.S., M.S. e Ph.D. na Louisiana Tech University, em 1970, 1972 e 1977, respectivamente. Sua tese aplicou álgebra linear à epidemiologia, com o título An application of the Jordan canonical form to the epidemic problem. Foi também membro do corpo docente da Louisiana Tech com seu marido e co-autor, Jimmie Gilbert.
Seu marido Jimmie morreu em 2005. Ela aposentou-se da University of South Carolina Upstate e recebeu o título de professora emérita em 2011.

## Livros
Sob o nome Linda Gilbert foi autora de "mais de 37 livros de matemática", incluindo Elements of Modern Algebra, College Algebra, College Trigonometry, Precalculus e Matrix Theory.